# نسخ (خدمة)
خدمة النسخ عبارة عن كتابة الكلام الملفوظ الذي يقال أو الذي سجل في وثيقة ورقية أو إلكترونية. وهي خدمة تسدى لدواع طبية أو قانونية أو تجارية. الكلام المنسوخ إما تقرير أو حوار. وقد يكون النسخ مشروطا بالسرية.